# Semiricinula
Semiricinula là một chi ốc biển, là động vật thân mềm chân bụng sống ở biển thuộc họ Muricidae, họ ốc gai.

## Các loài
Các loài thuộc chi Semiricinula bao gồm:
- Semiricinula chrysostoma (Deshayes, 1844)[2]
- Semiricinula fusca Küster, 1862[3]
- Semiricinula hadrolineae (Houart, 1996)[4]
- Semiricinula konkanensis (Melvill, 1893)[5]
- Semiricinula marginatra (Blainville, 1832)[6]
- Semiricinula muricoides (Blainville, 1832)[7]
- Semiricinula squamosa (Pease, 1868)[8]
- Semiricinula turbinoides (Blainville, 1832)[9]